# Marek Balicki
Pour les articles homonymes, voir Balicki.
Marek Zbigniew Balicki, né le 29 septembre 1953 à Słupsk, est un homme politique polonais. Il est ministre de la Santé entre janvier et avril 2003, puis de juillet 2004 à octobre 2005.

## Biographie

### Formation et vie professionnelle
Il est diplômé en 1972 de l'Académie de médecine de Gdańsk. Il passe ensuite des spécialisations, la première en anesthésie-réanimation, la seconde en psychiatrie.

### Engagement politique
Membre du syndicat Solidarność, il a été interné deux semaines sous le régime autoritaire de Wojciech Jaruzelski.
En 1990, il rejoint l'Union démocratique (UD) et se fait élire au conseil municipal de Ząbki. Au cours des élections législatives du 27 octobre 1991, il est élu député à la Diète dans la circonscription de Legionowo avec 7 084 votes préférentiels. Sous le gouvernement de la libérale Hanna Suchocka, entre 1992 et 1993, il est vice-ministre de la Santé.
Il est facilement réélu aux élections législatives anticipées du 19 septembre 1993 dans la circonscription de Varsovie-II, totalisant 12 476 suffrages de préférence, soit le record du territoire. Il adhère à l'Union pour la liberté (UW), issue d'une fusion de l'UD, en 1994.
Il quitte le parti dès 1997 et renonce à postuler de nouveau à la Diète. En 1998, il est recruté comme conseiller par le président de la République social-démocrate Aleksander Kwaśniewski.
Dans le cadre des élections sénatoriales du 23 septembre 2001, il se présente sous les couleurs de la coalition Alliance de la gauche démocratique - Union du travail (SLD-UP), sur le quota réservé à l'Union du travail (UP) dont il n'est pas membre, à l'un des quatre mandats à pourvoir dans la circonscription de Varsovie-I. Il remporte 246 695 voix, ce qui garantit son élection puisqu'il réalise le quatrième résultat dans ce territoire.
Il est ensuite choisi par l'alliance SLD-UP comme candidat à la mairie de Varsovie au cours des élections locales de 2002. Lors du premier tour, le 27 octobre, il engrange 21,9 %, devançant nettement le libéral Andrzej Olechowski, et se qualifie pour le second tour, contre le conservateur Lech Kaczyński. Au second tour le 10 novembre, il doit se contenter de 29,5 % des suffrages.
Le 17 janvier 2003, Marek Balicki est nommé ministre de la Santé dans le gouvernement de coalition du social-démocrate Leszek Miller. Il remet sa démission dès le 2 avril. Ayant participé en mars 2004 à la fondation du parti Social-démocratie de Pologne (SDPL), dont il rejoint le groupe parlementaire au Sénat, il est renommé ministre de la Santé le 15 juillet 2004 dans le second gouvernement minoritaire de coalition du social-démocrate Marek Belka.
Il ne se représente pas lors des élections parlementaires du 25 septembre 2005. Le 12 novembre 2006, il fait partie des 4 élus de la coalition Gauche et démocrates (LiD) à la diétine de la voïvodie de Mazovie. Il en devient d'ailleurs vice-président.
En vue des élections législatives anticipées du 21 octobre 2007, il est investi tête de liste de LiD dans la circonscription de Varsovie-II. Il engrange 19 034 voix préférentielles et fait ainsi son retour à la Diète. En 2008, il quitte le SDPL et continue donc de siéger au sein du groupe de l'Alliance de la gauche démocratique (SLD) à la suite de la rupture de la coalition. Il n'est pas réélu aux élections législatives anticipées du 9 octobre 2011.
Il postule aux élections européennes du 25 mai 2014 dans la circonscription de Varsovie-I, la liste étant menée par Wojciech Olejniczak, mais il échoue à se faire élire avec seulement 4 558 votes préférentiels et alors que la SLD n'emporte aucun mandat dans ce territoire.
Le 16 octobre 2015, il est désigné membre du conseil national de développement (NRR) par le président de la République conservateur Andrzej Duda.